# Gustav Adolf Thamm

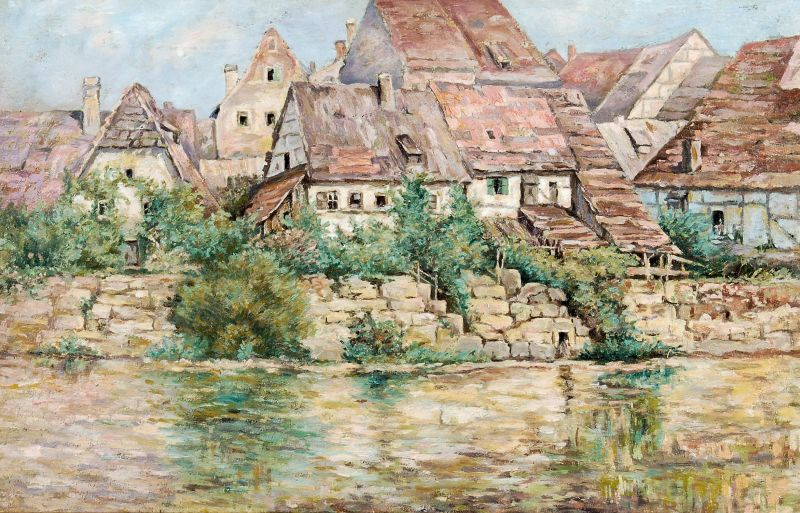
Besigheim

Gustav Adolf Thamm (* 18. Juli 1859 in Dresden; † 21. Oktober 1925 ebenda) war ein deutscher Landschaftsmaler.

## Leben
Gustav Adolf Thamm studierte von 1879 bis 1883 an der Dresdner Kunstakademie bei Viktor Paul Mohn. Danach war er von 1883 bis 1886 Schüler von Theodor Hagen in Weimar. Den Zeitraum von 1891 bis 1894 verbrachte er in Italien und wurde Mitglied des Deutschen Künstlervereins in Rom. Er bereiste auch Frankreich und die Schweiz. Seit 1895 war er als Lehrer an der Dresdner Kunstakademie tätig.
Seine Werke befinden sich meistens in Dresdner Kunstsammlungen.